# IAFA DV8 Development League 2009
La IAFA DV8 Development League 2009 è stata la 2ª edizione del campionato irlandese di football a 8, organizzato dalla IAFL.

## Squadre partecipanti
| Club                 | Città              | Stadio | Sponsor ufficiale | Risultato nella stagione 2008 |
| -------------------- | ------------------ | ------ | ----------------- | ----------------------------- |
| Craigavon Cowboys    | Portadown          |        |                   |                               |
| Dublin Dragons       | Dublino            |        |                   |                               |
| Erris Rams           | Béal an Mhuirthead |        |                   |                               |
| Midlands Soldiers    | Edenderry          |        |                   |                               |
| Trinity Thunderbolts | Dublino            |        |                   |                               |
| UCD Sentinels        | Dublino            |        |                   |                               |

## Stagione regolare

### Calendario

#### 1ª giornata
| 8 marzo 2009 | Trinity Thunderbolts | 56 – 0 | Midlands Soldiers |  |

#### 2ª giornata
| 15 marzo 2009 | UCD Sentinels | 14 – 0 | Dublin Dragons |  |

#### 3ª giornata
| 22 marzo 2009 | Midlands Soldiers | 0 – 50 | UCD Sentinels |  |

#### 4ª giornata
| 29 marzo 2009 | UCD Sentinels | 32 – 6 | Dublin Dragons |  |

#### 5ª giornata
| 5 aprile 2009 | Dublin Dragons | 0 – 24 | Craigavon Cowboys |  |

#### 6ª giornata
| 10 aprile 2009 | Trinity Thunderbolts | 13 – 34 | UCD Sentinels |  |

#### 7ª giornata
| 19 aprile 2009 | Dublin Dragons | 42 – 0 | Midlands Soldiers |  |

#### 8ª giornata
| 25 aprile 2009 | Trinity Thunderbolts | 34 – 0 | UCD Sentinels |  |

| 26 aprile 2009 | Craigavon Cowboys | 47 – 0 | Erris Rams |  |

#### 9ª giornata
| 29 aprile 2009 | UCD Sentinels | 0 – 42 | Trinity Thunderbolts |  |

#### Recuperi 1
| 3 maggio 2009 | Erris Rams | 47 – 0 | Midlands Soldiers |  |

#### 10ª giornata
| 10 maggio 2009 | Craigavon Cowboys | 0 – 28 | Trinity Thunderbolts |  |

#### 11ª giornata
| 17 maggio 2009 | Craigavon Cowboys | 49 – 7 | Dublin Dragons |  |

#### 12ª giornata
| 30 maggio 2009 | Trinity Thunderbolts | 30 – 0 | Erris Rams |  |

| 31 maggio 2009 | UCD Sentinels | 24 – 20 | Craigavon Cowboys |  |

#### 13ª giornata
| 7 giugno 2009 | Dublin Dragons | 0 – 25 | Trinity Thunderbolts |  |

| 7 giugno 2009 | Craigavon Cowboys | 30 – 0 | Midlands Soldiers |  |

#### 14ª giornata
| 14 giugno 2009 | Erris Rams | 0 – 48 | UCD Sentinels |  |

#### 15ª giornata
| 20 giugno 2009 | Erris Rams | 0 – 51 | Trinity Thunderbolts |  |

#### 16ª giornata
| 28 giugno 2009 | Erris Rams | 0 – 30 | Craigavon Cowboys |  |

| 28 giugno 2009 | Midlands Soldiers | 0 – 30 | Dublin Dragons |  |

#### 17ª giornata
| 5 luglio 2009 | Dublin Dragons | 34 – 0 | Erris Rams |  |

#### 18ª giornata
| 19 luglio 2009 | Midlands Soldiers | 0 – 2 | Erris Rams |  |

#### 19ª giornata
| 2 agosto 2009 | Midlands Soldiers | 6 – 36 | Craigavon Cowboys |  |

### Classifica
La classifica della regular season è la seguente.
- PCT = percentuale di vittorie, G = partite giocate, V = partite vinte,  P = partite perse, PF = punti fatti, PS = punti subiti

| Pos. | Squadra              | PCT  | G | V | N | P | PF  | PS  |
| ---- | -------------------- | ---- | - | - | - | - | --- | --- |
| 1    | Craigavon Cowboys    | .750 | 8 | 6 | 0 | 2 | 236 | 58  |
| 2    | Trinity Thunderbolts | .875 | 8 | 7 | 0 | 1 | 279 | 34  |
| 3    | UCD Sentinels        | .750 | 8 | 6 | 0 | 2 | 202 | 115 |
| 4    | Dublin Dragons       | .375 | 8 | 3 | 0 | 5 | 119 | 144 |
| 5    | Erris Rams           | .250 | 8 | 2 | 0 | 6 | 49  | 240 |
| 6    | Midlands Soldiers    | .000 | 8 | 0 | 0 | 8 | 6   | 293 |

## Verdetti
- Craigavon Cowboys Campioni della IAFA DV8 Development League 2009